# Shū Kamo
Shū Kamo (jap. 加茂 周, Kamo Shū; * 29. Oktober 1939 in Ashiya) ist ein ehemaliger japanischer Fußballspieler und -trainer.

## Karriere
Kamo spielte in der Jugend für die Kwansei-Gakuin-Universität. Er begann seine karriere bei Yanmar Diesel (heute: Cerezo Osaka). Er spielte dort von 1965 bis 1967.
Von 1974 bis 1989 war er der Trainer des Japan-Soccer-League-Vereins Nissan Motors. Von 1991 bis 1994 war er der Trainer des Japan-Soccer-League-Vereins All Nippon Airways (heute: Yokohama Flügels). Im Dezember 1994 übernahm er zusätzlich das Amt des Trainers der Japanische Fußballnationalmannschaft. Im Oktober 1997 verkündete der Japanische Fußballverband die Trennung von Kamo. Von 1999 bis 2000 war er der Trainer des J1-League-Vereins Kyoto Purple Sanga. 2017 wurde er in die Japan Football Hall of Fame aufgenommen.